# راي دورهام
راي دورهام (بالإنجليزية: Ray Durham)‏ هو لاعب كرة قاعدة أمريكي، ولد في 30 نوفمبر 1971 في تشارلوت في الولايات المتحدة.

## وصلات خارجية
- راي دورهام على موقع دوري كرة القاعدة الرئيسي (الإنجليزية)
- راي دورهام على موقعبيزبول رفرنس.كوم (الدوري الرئيسي) (الإنجليزية)
- راي دورهام على موقع إي إس بي إن.كوم (أم.أل.بي) (الإنجليزية)
- راي دورهام على موقع مشجعي الرسوم البيانية (الإنجليزية)